# Leucophae
Leucophae  é um gênero botânico da família Lamiaceae

## Espécies
Formado por 29 espécies:
Leucophae argosphacelus Leucophae barbellata Leucophae bolleana
Leucophae brevicaule Leucophae cabrerae Leucophae canariensis
Leucophae candicans Leucophae cretica Leucophae cystosiphon
Leucophae dasygnaphala Leucophae dendro chahorra Leucophae dendrochahorra
Leucophae discolor Leucophae engleriana Leucophae eriocephala
Leucophae gomerae Leucophae infernalis Leucophae kueglerana
Leucophae lotsyi Leucophae macrostachys Leucophae marmorea
Leucophae massoniana Leucophae nervosa Leucophae nutans
Leucophae penzigii Leucophae pumila Leucophae soluta
Leucophae stricta Leucophae sventenii